# Делије (навијачи)
Делије север, познати и скраћено као „Делије”, јесте назив за уједињене навијаче спортског друштва Црвена звезда, пре свега ФК Црвена звезда. До уједињења је дошло на Божић 7. јануара 1989. Навијачи су организовани кроз формално удружење грађана.

## Настанак
Делије као навијачка група оформљена је уједињењем свих навијачких фракција. Између великог броја имена која су била у оптицају за јединствено име свих највернијих навијача изабрано „Делије север”. „Orthodox Army” („Православна армија”), „Северне песнице” и „Поларни медведи” била су само нека од десетак предложених имена. Предлог „Orthodox Army” који се у старту свидео већини присутних, убрзо је и одбачен, јер је у то време широм југословенских стадиона била велика хајка власти на сваку песму, заставу или име навијачке групе која има конотацију на верску или националну припадност.

## Подгрупе
Делије су увек имале своје групе и подгрупе, које се деле на Београд (Подгрупе које се налазе у Београду и близини) и Унутрашњост (Подгрупе које се налазе у другим градовима). Тренутно најорганизованије и најбитније групе Звездиног Севера су:
- Без Страха
- Хијене
- Мангупи
- Riff Raff
- Brigate
- Ultra Boys
- Belgrade Boys
- Heroes
- New Wave
- Лобање
- Делије Калуђерица

Унутрашњост :
- Секција Лазаревац-СЛЦЗ
- Нишлије
- Армија 5
- Делије Куманово
- Делије Крагујевац
- Копре Недри
- Вршчани
- Делије Петровград
- Cu Boys
- Ваљево
- Чачани
- НСЦЗ
- Млађи Кикинђани
- Делије Звечан
- Делије Врњачка Бања
- Црна Гора Црвена Звезда

## Братске навијачке групе
Навијачи Црвене звезде и Олимпијакоса развили су дубоко пријатељство. Навијачи оба тима су себе назвали „Православна браћа” („Orthodox Brothers”). Много пута навијачи Црвене звезде из различитих навијачких клубова су били на утакмицама Олимпијакоса, посебно против њиховог највећег ривала Панатинаикоса. Однедавно „Православна браћа” су почели да укључују навијаче Спартака из Москве.
Истакнуте вође Звездиних навијача су били: Драган Тодић — „Тода”, Жељко Ражнатовић Аркан, Горан Пецић — „Пеца Панкер”, Зоран Тимић — „Тима”, Бранислав Зељковић — „Зеља”, Небојша Ђорђевић — „Шуца”, Владимир Шавија и Велибор Дуњић.
Један од најпознатијих навијача Црвене звезде је био Миодраг Милосављевић, познатији као „Миле Србин”.

## Познати навијачи
- Радојка (1923—2002) и Тине Живковић (1918—1985), хармоникаши и композитори[4]
- Мира Ступица (1923—2016), глумица[4]
- Миодраг Петровић Чкаља (1924—2003), глумац[4]
- Војислав Воки Костић (1931—2010), композитор, писац и кувар[4]
- Ђорђе Марјановић (1931—2021), певач[4]
- Власта Велисављевић (1926—2021), глумац[5]
- Предраг Гојковић Цуне (1932—2017), певач[6]
- Велимир Бата Живојиновић (1933—2016), глумац[4]
- Данило Бата Стојковић (1934—2002), глумац[4][7]
- Мића Орловић (1934—2013), ТВ водитељ, новинар и уредник[4]
- Никола Симић (1934—2014), глумац
- Предраг Живковић Тозовац (1936—2021), певач и композитор[4][8]
- Тома Здравковић (1938—1991), певач, композитор и песник
- Матија Бећковић (1939), књижевник
- Милена Дравић (1940—2018), глумица[4][9]
- Лепа Лукић (1940), певачица[4]
- Драган Николић (1943—2016), глумац
- Есма Реџепова (1943—2016), певачица[4]
- Милован Витезовић (1944), писац
- Јосиф Татић (1946—2013), глумац
- Иван Бекјарев (1946—2020), глумац[10]
- Милан Гутовић (1946—2021), глумац[11]
- Ера Ојданић (1947), певач[12]
- Милојко Пантић (1947), спортски новинар и коментатор[13]
- Мирослав Илић (1950), певач
- Миленко Павлов (1950), глумац[14]
- Александар Сања Илић (1951—2021), композитор и архитекта[15]
- Радиша Урошевић (1951), певач[16]
- Бора Ђорђевић (1952—2024), музичар и песник[17]
- Маринко Роквић (1954—2021), певач[18]
- Драган Којић Кеба (1956), певач[19]
- Дејан Цукић (1959), музичар, новинар и публициста[20]
- Момчило Бајагић Бајага (1960), музичар
- Драган Вујић (1961), глумац[21]
- Игор Блажевић (1963), музичар[22]
- Урош Ђурић (1964), мултимедијални уметник
- Џеј Рамадановски (1964—2020), певач[23]
- Баја Мали Книнџа (1966), певач[24]
- Аца Лукас (1968), певач[25]
- Небојша Глоговац (1969—2018), глумац
- Вук Росандић (1969), музичар и новинар[26]
- Растко Јанковић (1972), глумац и певач[27]
- Иван Јевтовић (1972), глумац, музичар и ТВ водитељ[28]
- Милан Калинић (1972), глумац и ТВ водитељ[29]
- Небојша Илић (1973), глумац[30]
- Александар Срећковић (1973), глумац[31]
- Лена Богдановић (1974), глумица[32]
- Иван Ивановић (1975), ТВ водитељ
- Гордан Кичић (1977), глумац[33]
- Славиша Чуровић (1977), глумац[34]
- Андрија Милошевић (1978), глумац[35]
- Бранислав Трифуновић (1978), глумац
- Марија Вељковић (1980), глумица и ТВ водитељка[36]
- Ненад Окановић (1980), глумац и ТВ водитељ[20]
- Бојана Ординачев (1980), глумица[37]
- Јелена Гавриловић (1983), глумица[38]
- Виктор Савић (1983), глумац[39]
- Дарко Плавшић (1984), спортски новинар и коментатор[13]
- Јанко Типсаревић (1984), тенисер
- Дарко Миличић (1985), кошаркаш
- Никола Роквић (1985), певач[20]
- Новак Ђоковић (1987), тенисер
- Драгана Косјерина (1987), новинарка и ТВ водитељка[20]
- Стеван Пиале (1987), глумац[40]
- Александар Радојичић (1987), глумац[41]
- Нађа Хигл (1987), пливачица
- Мирка Васиљевић (1990), глумица, модел и ТВ водитељка[38]
- Никола Вучевић (1990), кошаркаш[42]
- Софија Милошевић (1991), модел[38]
- Јована Гузијан (1992), спортска новинарка и ТВ водитељка[43]
- Кристина Јовановић (1993), глумица и музичарка[44]
- Миодраг Драгичевић (1994), глумац[45]
- Исидора Грађанин (1996), глумица[38]
- Тамара Радовановић (1996), глумица и музичарка[46]
- Лука Дончић (1999), кошаркаш[47]
- Денис Мурић (1999), глумац[48]

## Галерија
- Натпис на зиду стадиона
- Делије на Маракани
- Делије на 137. дербију 2009. године
- Делије на Маракани 2012.
- Кореографија на утакмици против Радничког из Ниша
- Делије против УЕФА
- Пре почетка утакмице квалификација за ЛШ
- Делије у Пиониру
- У Комбанк арени на утакмици са Олимпијакосом
- Атмосфера пре утакмице Црвена звезда-Галатасарај
- Марко Ивковић
- Делије у Пиониру против Панатинаикоса 2015.
- Делије на 162. вечитом дербију
- Делије руше рекорд у посети у Комбанк Арени, 24.232 на утакмици Кошаркашког клуба